# Malm (stadsdel)
Malm  betecknar i ortnamnssammanhang områden utanför den egentliga stadskärnan i flera städer i Sverige och i Finland, bland annat i innerstaden i Stockholm för att beteckna tre områden utanför Gamla stan och en stadsdel i Helsingfors.
Namnet har sitt ursprung i verbet mala, i betydelsen mald sten, sönderkrossad sten, det vill säga grus, sand och morän, som i Skandinavien skapades i stora mängder vid inlandsisens avsmältning, ofta i form av åsar. Härav kommer också exempelvis ortnamnet Malmslätt i betydelsen ’sandig slätt’ och Malmö, ’sandhögar’.

## Stockholms malmar
Skogbevuxna åsar efter inlandsisen karaktäriserade de ursprungligen obebodda sandhöjderna norr och söder om den egentliga Stadsholmen (nuvarande Gamla stan) i Stockholm. De kallades ”norra” och ”södra” malmen och malm fick därigenom bibetydelsen förstad eller yttre stadsdel. Det gav sedermera upphov till namnet Östermalm och Västermalm, och då menades först östra respektive västra delen av Norrmalm. År 1885 fick området öster om Norrmalm, då kallat Ladugårdslandet, namnet Östermalm, medan Västermalm slutade användas. Östermalm accepterades med betydelsen yttre stadsdel, och sedan slutet av 1900-talet har Västermalm lanserats som ett namn på delar av Kungsholmen, som ligger väster om Norrmalm.
I äldre tider var det vanligt att på ”malmarna” norr och söder om Stockholm ha lanthus, badstugor och trädgårdstäppor. De herrgårdar som växte fram under 1600- och 1700-talen på Stockholms malmar kom att kallas malmgårdar.
Under 1800-talet då inflyttningen till Stockholm var kraftig bebyggdes malmarna och stenstaden tog form.